# Raúl Silva Henríquez

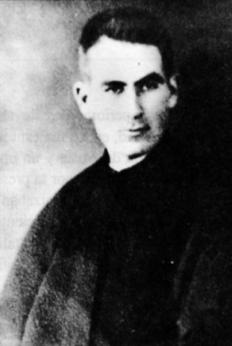
Raúl Silva Henríquez SDB als junger Priester

Wappen von Raúl Kardinal Silva Henríquez SDB

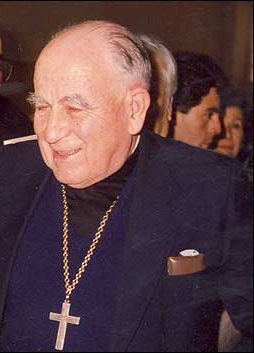
Kardinal Silva Henríquez

Raúl Kardinal Silva Henríquez SDB (* 27. September 1907 in Talca, Chile; † 9. April 1999 in Santiago de Chile) war ein chilenischer Ordensgeistlicher und römisch-katholischer Erzbischof von Santiago de Chile.

## Leben
Raúl Silva Henríquez war das 16. von 19 Kindern des wohlhabenden Farmers und katholischen Politikers Ricardo Silva. Er besuchte das Colegio De La Salle Talca in Talca und von 1920 bis 1922 das deutschsprachige Liceo Alemán Santiago in Santiago de Chile. Er immatrikulierte sich im Alter von nur 16 Jahren und studierte an der Katholischen Universität von Santiago de Chile Rechtswissenschaften und promovierte zum Doktor der Rechte. 1930 trat er in den Orden der Salesianer Don Boscos ein. Er studierte in Santiago de Chile und Turin die Fächer Philosophie und Katholische Theologie. Er promovierte sowohl in Theologie als auch in Kanonischem Recht und empfing am 3. Juli 1938 das Sakrament der Priesterweihe. Anschließend arbeitete er als Dozent und Leiter in verschiedenen Einrichtungen seines Ordens. 1945 gründete er die Föderation der Katholischen Schulen Chiles und wurde deren erster Präsident. In den 1950er-Jahren gründete er das Katholische Chilenische Institut für Flüchtlingsfragen und leitete längere Zeit als Vizepräsident den Internationalen Caritasverband.
Am 24. Oktober 1959 ernannte ihn Papst Johannes XXIII. zum Bischof von Valparaíso. Die Bischofsweihe empfing Raúl Silva Henríquez am 29. November 1959 durch den Apostolischen Nuntius in Chile, Erzbischof Opilio Rossi. Mitkonsekratoren waren Erzbischof Emilio Tagle Covarrubias, Apostolischer Administrator des Bistums Santiago de Chile, sowie der Bischof von Punta Arenas, Vladimiro Boric Crnosija SDB.
Am 14. Mai 1961 ernannte ihn der Papst zum Erzbischof von Santiago de Chile. Die Amtseinführung fand am 24. Juni desselben Jahres statt. Am 19. März 1962 nahm ihn der Papst als Kardinalpriester mit der Titelkirche San Bernardo alle Terme in das Kardinalskollegium auf. Raúl Kardinal Silva Henríquez wurde im Oktober 1962 Präsident des Internationalen Caritasverbandes. Von 1962 bis 1965 nahm er an allen vier Sitzungsperioden des Zweiten Vatikanischen Konzils als Konzilsvater teil. Er nahm am Konklave des Jahres 1963 teil und vertrat in der Folgezeit den Papst bei zahlreichen Feierlichkeiten als päpstlicher Legat. Raúl Kardinal Silva Henríquez erhielt im Jahre 1971 den Menschenrechtspreis des Lateinamerikanischen Jüdischen Kongresses. Während der Militärdiktatur in Chile engagierte er sich für die Wahrung der Menschenrechte. 1978 erhielt er den Menschenrechtspreis der Vereinten Nationen, 1979 wurde ihm der Bruno Kreisky Preis für Verdienste um die Menschenrechte verliehen. Nach dem Tod von Papst Paul VI. nahm er an den beiden Konklaven des Jahres 1978 teil. 1983 legte Raúl Kardinal Silva Henríquez die Leitung des Erzbistums Santiago de Chile nieder. 1992 nahm er an der vierten Generalkonferenz des Lateinamerikanischen Episkopates in Santo Domingo teil. Er starb am 9. April 1999 in Santiago de Chile und wurde in der dortigen Metropolitankathedrale bestattet.

## Ehrungen und Auszeichnungen
Er erhielt verschiedene Auszeichnungen, darunter 1971 den Menschenrechtspreis (Premio Derechos Humanos) des jüdischen Kongresses in Lateinamerika (Congreso Judío Latinoamericano) und 1978 den Menschenrechtspreis der Vereinten Nationen. 1986 erhielt er für sein Engagement des Vikariates der Solidarität den Prinz-von-Asturien-Preis.
Der chilenische Staat prägte zu Ehren von Raúl Silva Henríquez eine 500-Pesos-Bimetall-Umlaufmünze.